# Paul Krumpe
Paul Krumpe (Torrance, 4 maart 1963) is een voormalig profvoetballer uit de Verenigde Staten, die speelde als verdediger. Hij beëindigde zijn loopbaan in 1991 en stapte nadien het trainersvak in.

## Interlandcarrière
Krumpe speelde 25 interlands voor de nationale ploeg van de Verenigde Staten (1986-1991) en scoorde gedurende die periode één keer voor Team USA. Hij maakte zijn debuut op 5 februari 1986 in een vriendschappelijke wedstrijd tegen Canada (0-0) in Miami. Krumpe nam onder meer deel aan het WK voetbal in 1990.